# William Anderson (ishockeyspelare)
William Anderson, född 1 april 1901 i Nantwich, död 23 februari 1983 i Birkenhead, var en brittisk ishockeyspelare. Han blev olympisk bronsmedaljör i Chamonix 1924. William var den enda i laget som var född i Storbritannien! Övriga spelare var födda i Kanada.

## Meriter
- OS-brons 1924